# U-Bahn Gwangju

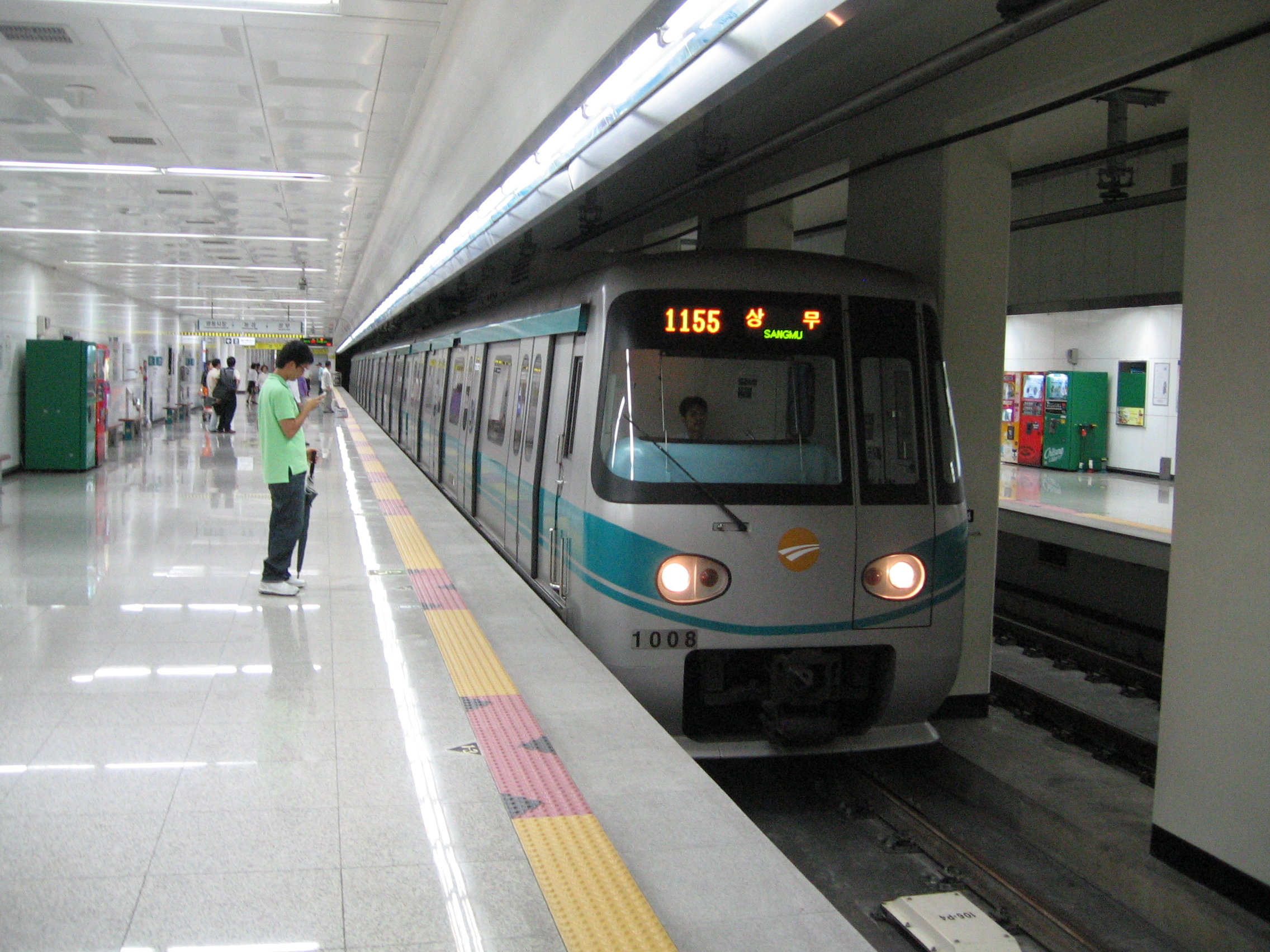
Ein U-Bahn-Zug an der Station Geumnamro 4-ga

Liniennetz der U-Bahn Gwangju

Die U-Bahn Gwangju ist die Metro der im Südwesten Südkoreas gelegenen Stadt Gwangju. Der Betrieb wurde 2004 eröffnet, wodurch Gwangju zur fünften Stadt Südkoreas mit einem Metrosystem wurde.
Mit dem Bau der Linie 1 wurde 1996 begonnen. Der Betrieb auf der 14 Stationen umfassenden Teilstrecke Nokdong bis Sangmu, die 11,9 km lang ist, wurde am 28. April 2004 aufgenommen. Die Linie umfasst aktuell 20 Stationen und führt über den Flughafen und die Bahnstation Seongjeong-ri bis nach Pyeongdong. Die U-Bahnen sind dabei zurzeit maximal 4 Triebwagen lang.
Eine zweite Linie soll ab 2008 vom Süden Richtung Nordosten führen und die bestehende Linie am Bahnhof Geumnamno 4-ga kreuzen (der Bahnsteig für die neue Linie existiert schon). Des Weiteren sind noch drei andere Metrolinien geplant, deren Bau- geschweige denn Eröffnungstermin ungewiss ist.
Die U-Bahn gleicht baulich und organisatorisch der U-Bahn in Seoul.